# Зв'язний простір

Зв'язані і незв'язані простори в R². Простір A зверху є зв'язним; затемнений простір B внизу — не є.

Зв'язний простір — топологічний простір, який не можна подати у вигляді об'єднання двох неперетинних відкритих множин. Зв'язність є однією з основних топологічних властивостей, що застосовуються для розрізнення топологічних просторів.
Зазвичай достатньо просто думати про те, що не є зв'язним. Простим прикладом може бути простір, що складається з двох прямокутників, кожен з яких є простором, і не перетинається з іншим. Простір не є зв'язним, тому що два прямокутники не зв'язані. Можна також навести ще один простий приклад простору, в якому вирізали кільце. Простір не є зв'язним тому що ми не можемо з'єднати дві точки, одна з яких лежить у кільці, а інша ззовні.

## Формальне означення
Такі означення еквівалентні. Топологічний простір {\displaystyle (X,\mathrm {T} )} називається зв'язним, якщо:
1. Єдиними одночасно відкритими і замкнутими множинами є лише {\displaystyle X} та {\displaystyle \emptyset }.
2. {\displaystyle X} не можна подати як об'єднання двох не порожніх розділених множин.
3. {\displaystyle X} не можна поділити на дві замкнені непорожні множини без перетинів.
4. Єдиними множинами, границя яких є пустою є лише {\displaystyle X} та {\displaystyle \emptyset }.

## Приклади
- {\displaystyle \mathbb {R} } зі стандартною топологією є зв'язним топологічним простором.